# Jakob Bader
Jakob Bader (* 20. Juli 1883 in Lahr/Schwarzwald; † 23. Januar 1939 in Karlsruhe) war ein deutscher Jurist und Verwaltungsbeamter. Er war Polizeipräsident von Mannheim und Ministerialdirektor im Badischen Ministerium des Inneren.

## Leben
Jakob Bader wurde am 20. Juli 1883 als Sohn des Zigarrenfabrikanten Jakob Bader und dessen Ehefrau Pauline geborene Bühler in Lahr/Schwarzwald geboren. Sein Großvater väterlicherseits gilt als der Begründer der Tabakindustrie in Oberbaden.
Nach Abschluss des Gymnasiums 1902 absolvierte er von 1902 bis 1903 einen einjährigen freiwilligen Militärdienst beim 4. Badischen Feldartillerieregiment Nr. 66 in Lahr.
Von 1903 bis 1907 studierte Jakob Bader Rechtswissenschaften an den Universitäten in Kiel und Greifswald und legte zwischen 1907 und 1911 seine beiden Staatsexamen ab. Im Jahr 1912 promovierte er an der Universität Heidelberg. Zwischen 1911 und 1914 war er als Regierungsassessor im Ministerium des Inneren in Karlsruhe, am Bezirksamt Müllheim und am Bezirksamt Rastatt tätig, bevor er Regierungsrat im badischen Innenministerium wurde. Jakob Bader nahm von 1914 bis 1918 als Soldat am Ersten Weltkrieg teil und erlangte den Rang eines Hauptmanns. Er wurde mit dem Eisernen Kreuz Erster und Zweiter Klasse sowie der höchsten badischen Tapferkeitsauszeichnung, dem Ritterkreuz des Militärischen Karl-Friedrichs-Verdienstordens ausgezeichnet.
Nach Ende des Ersten Weltkrieges, war Bader 1918 wieder als Regierungsrat im Badischen Ministerium des Innern tätig und war dort von 1919 bis 1921 als Leiter der Abteilung „Ernährungswirtschaft“ tätig. Ab 1919 war er Polizeidirektor in Mannheim und wurde nach der Umbenennung der Mannheimer Dienststelle 1932 zum Polizeipräsident ernannt. Obwohl Bader parteilos war, wurde er von den Nationalsozialisten im März 1933 zurück in das Badische Ministerium des Innern nach Karlsruhe versetzt, wo er zum Ministerialdirektor befördert wurde. Bader war von 1933 bis zu seinem Tod 1939 der ranghöchste Beamte im Badischen Innenministerium.
Erst nach seiner Ernennung zum Ministerialdirektor, welche Innenminister Karl Pflaumer beim Reichsstatthalter von Baden Robert Wagner angeregt hatte, trat Bader zum 1. Dezember 1933 der NSDAP bei (Mitgliedsnummer 1.900.802). Kurze Zeit zuvor war Bader noch wegen seiner unbeugsamen Haltung als Polizeipräsident von Mannheim gegenüber den Schlägern der SA von der ortsansässigen Mannheimer NS-Zeitung Hakenkreuzbanner als schlimmer Regimegegner diffamiert worden.
Jakob Bader starb im Januar 1939 an den Folgen eines Unfalls, welcher  sich im Rahmen einer dienstlichen Besichtigung in einem neuerstellten Bergwerk in Blumberg ereignete. Er hinterließ eine Frau und zwei Kinder.

## Ehrungen
- Eisernes Kreuz I. und II. Klasse
- Zähringer Löwenorden
- Ritterkreuz des Militär-Karl-Friedrich-Verdienstordens
- Verwaltungsabzeichen in Schwaben

## Familie
Seit 1921 war Jakob Bader mit Margit Wilhelmine geborene Ringwald verheiratet. Aus der Ehe gingen zwei Kinder hervor.

## Beurteilung
Jakob Bader war von 1933 bis 1939 der ranghöchste Beamte im badischen Innenministerium, was ihn u. a. zum Vorgesetzten der Polizei machte und ihn damit in eine Schlüsselstellung in einem autoritären Staat wie dem Dritten Reich rücken ließ. Er übte sein Amt mit „Korrektheit, Besonnenheit und warmer Menschlichkeit“ aus, so dass nach 1945 eine positive Bilanz seiner Tätigkeit möglich war. Laut Renate Liessem-Breinlinger war das bemerkenswerte an Bader, dass er sich durch den maßvollen Stil seiner Amtsführung nicht nur im Dritten Reich, sondern bereits als Polizeichef im Mannheim der zwanziger Jahre, das von zahlreichen politischen Unruhen geprägt wurde, Freunde erwarb. Auch als Soldat im Ersten Weltkrieg konnte er sowohl das Lob seiner Vorgesetzten als auch die Anhänglichkeit der ihm untergebenen Soldaten erlangen.